# Lijst van fractievoorzitters van het CDA in de Eerste Kamer
Hieronder staat een lijst van fractievoorzitters van Christen-Democratisch Appèl (CDA) in de Eerste Kamer.

## Fractievoorzitters
| Fractievoorzitter | Fractievoorzitter                | Fractievoorzitter                            | Termijn                              | Periode   | Bloedgroep |
| ----------------- | -------------------------------- | -------------------------------------------- | ------------------------------------ | --------- | ---------- |
|                   | J.W. (Johan) van Hulst           | dr. J.W. (Johan) van Hulst (1911–2018)       | 20 september 1977 – 10 juni 1981     | 1977-1980 | CHU        |
| 1980–1981         | J.W. (Johan) van Hulst           | dr. J.W. (Johan) van Hulst (1911–2018)       | 20 september 1977 – 10 juni 1981     |           | CHU        |
|                   | J.H. (Jan) Christiaanse          | dr. J.H. (Jan) Christiaanse (1932–1991)      | 10 juni 1981 – 26 oktober 1988       | 1981–1983 | ARP        |
| 1983–1986         | J.H. (Jan) Christiaanse          | dr. J.H. (Jan) Christiaanse (1932–1991)      | 10 juni 1981 – 26 oktober 1988       |           | ARP        |
| 1986–1987         | J.H. (Jan) Christiaanse          | dr. J.H. (Jan) Christiaanse (1932–1991)      | 10 juni 1981 – 26 oktober 1988       |           | ARP        |
| 1987–1991         | J.H. (Jan) Christiaanse          | dr. J.H. (Jan) Christiaanse (1932–1991)      | 10 juni 1981 – 26 oktober 1988       |           | ARP        |
|                   | A.J. (Ad) Kaland                 | A.J. (Ad) Kaland (1922–1995)                 | 26 oktober 1988 – 1 januari 1994     | CHU       |            |
|                   | A.J. (Ad) Kaland                 | A.J. (Ad) Kaland (1922–1995)                 | 26 oktober 1988 – 1 januari 1994     | CHU       | 1991–1995  |
|                   | L.M. (Luck) van Leeuwen          | dr. L.M. (Luck) van Leeuwen (1933)           | 1 januari 1994 – 8 juni 1999         | CHU       |            |
|                   | L.M. (Luck) van Leeuwen          | dr. L.M. (Luck) van Leeuwen (1933)           | 1 januari 1994 – 8 juni 1999         | CHU       | 1995–1999  |
|                   | G.J.M. (Gerrit) Braks            | ir. G.J.M. (Gerrit) Braks (1933–2017)        | 8 juni 1999 – 2 oktober 2001         | 1999–2003 | KVP        |
|                   | Y.E.M.A. (Yvonne) Timmerman-Buck | mr. Y.E.M.A. (Yvonne) Timmerman- Buck (1956) | 2 oktober 2001 – 17 juni 2003        | 1999–2003 |            |
|                   | Y.E.M.A. (Yvonne) Timmerman-Buck | mr. Y.E.M.A. (Yvonne) Timmerman- Buck (1956) | 2 oktober 2001 – 17 juni 2003        | 2003–2007 |            |
|                   |                                  | drs. F.J.M. (Jos) Werner (1943)              | 17 juni 2003 – 7 juni 2011           |           |            |
|                   | 2007–2011                        | drs. F.J.M. (Jos) Werner (1943)              | 17 juni 2003 – 7 juni 2011           |           |            |
|                   | L.C. (Elco) Brinkman             | mr.drs. L.C. (Elco) Brinkman (1948)          | 7 juni 2011 – 11 juni 2019           | 2011–2015 |            |
| 2015–2019         | L.C. (Elco) Brinkman             | mr.drs. L.C. (Elco) Brinkman (1948)          | 7 juni 2011 – 11 juni 2019           |           |            |
|                   | H.P.M. (Ben) Knapen              | dr. H.P.M. (Ben) Knapen (1951)               | 11 juni 2019 – 24 september 2021     | 2019–2023 |            |
|                   |                                  | mr. N.J.J. (Niek Jan) van Kesteren (1952)    | 24 september 2021 – 22 februari 2022 | 2019–2023 |            |
|                   | H.P.M. (Ben) Knapen              | dr. H.P.M. (Ben) Knapen (1951)               | 22 februari 2022 – 13 juni 2023      | 2019–2023 |            |
|                   | Th.J.F.M. (Theo) Bovens          | drs. Th.J.F.M. (Theo) Bovens (1959)          | 13 juni 2023 – heden                 | 2023–2027 |            |